# Борхт, Хендрик ван дер Старший
Хендрик ван дер Борхт Старший (нидерл. Hendrik van der Borcht de Oudere; 1583, Брюссель — 26 июля 1651, Франкфурт-на-Майне) — фламандский живописец и гравёр. Мастер портретов, натюрмортов с предметами древности, цветами, фруктами, а также пейзажей. Он также был выдающимся антикваром. Работал в Германии, куда его семья эмигрировала из-за гонений на протестантов в Испанских Нидерландах.

## Семья ван дер Борхтов
«Борхт» — распространённая фамилия в Нидерландах. Хендрик ван дер Борхт был одним из наиболее известных представителей большой семьи потомственных художников: рисовальщиков, живописцев, ювелиров и гравёров, рисовальщиков картонов для шпалер.
Одним из родоначальников семьи был Якоб ван дер Борхт из Мехелена. Его сын — Питер ван дер Борхт Старший, или Петер фан дер Борхт Первый (1530—1611) — живописец, рисовальщик, акварелист и гравёр в технике офорта. Он считается одним из самых ранних и выдающихся художников-ботаников XVI века. Работал в Антверпене как гравёр-орнаменталист в своеобразном стиле нидерландского гротеска.
В Брюсселе работали представители другой ветви семьи: несколько художников также под именем Питер ван дер Борхт, из них наиболее известны живописцы-пейзажисты Питер ван дер Борхт Второй (1589—1662) и Питер ван дер Борхт Третий (в иных источниках: Четвёртый, 1640—1690).

## Биография Хендрика ван дер Борхта
Хендрик ван дер Борхт родился в Брюсселе в семье Хендрика и Элизабет Нотеманс. Его отец в 1581 году состоял членом городского совета Брюсселя. Этот совет находился под контролем кальвинистов с конца 1577 года после восстания против его католического суверена, короля Испании Филиппа II. Однако, неясно, принадлежал ли его отец к радикальным кальвинистам.
Хендрик покинул родную страну вместе с семьёй в 1586 году после падения Антверпена, когда кальвинисты, не желавшие возвращаться в католицизм, эмигрировали из Южных Нидерландов. Считается, что они находились где-то в Германии, возможно, во Франкфурте или Франкентале, которые стали убежищем для кальвинистов и где уже находились родственники семей ван дер Борхт и Нотеман.
Учителем Хендрика был молодой фламандский живописец Гиллис ван Фалькенборх (1569—1622), сын художника Мартена ван Валькенборха (1534—1612) и племянник известного фламандского живописца Лукаса ван Фалькенборха (1535—1597). Ученичество продолжалось примерно до 1604 года. В этот период Хендрик, должно быть, встретил художника Георга Флегеля, который был учеником Лукаса ван Фалькенборха. После завершения обучения Хендрик, вероятно, отправился в длительную учебную поездку в Италию.
Между 1604 и 1610 годами он жил и работал в основном в Риме, где обучался у специалиста по древностям (эпиграфии и нумизматике). Вероятно, он вернулся во Франкфурт после смерти своего отчима Антона Мертенса 5 августа 1609 года, чтобы разобраться с наследством. В 1611 году Хендрик отмечен документами во Франкентале, где 28 мая 1611 года он женился на Дине ван Коувенберге. Его жена была правнучкой брюссельского художника Филиппа ван Орлея, брата известного брюссельского живописца Бернарта ван Орлея. Хендрик жил и работал с 1611 по 1627 год в процветающей фламандской колонии Франкенталь, где родились шестеро его детей, из которых Хендрик Младший также стал живописцем.
Достигнув финансовой независимости, Хендрик мог выбирать, какие заказы принимать. В 1613 году он вступил в контакт с княжеским двором Гейдельберга, для которого вместе с фламандским художником Антоном Мироу создал иллюстрации к книге, посвящённой торжественному въезду 4 июня 1613 года Фридриха V Пфальцского и Елизаветы Стюарт, старшей дочери английского короля Якова I, украшению города Франкенталя и свадебному приёму высоких гостей.
Тогда же Хендрик ван дер Борхт встретил молодого англичанина Томаса Говарда, 21-го графа Арундела, который сопровождал английскую принцессу. Арундел был страстным любителем искусства, антикваром и коллекционером, который не упускал возможности встретиться с Хендриком и увидеть его коллекцию произведений искусства, привезенных из Италии.
В 1621 году, в начале Тридцатилетней войны Франкенталь был осаждён испанскими войсками, а в 1623 году город перешёл под контроль испанцев. Когда в 1627 году испанцы запретили протестантское богослужение Хендрик, как и многие другие нидерландские мастера, покинул город и переехал со своей семьей во Франкфурт, гражданином которого он стал в 1636 году. Граф Арундел посетил его с дипломатической миссией в Германии и впоследствии взял к себе на службу его старшего сына Хендрика. В марте 1638 года во Франкфурте умер художник Георг Флегель. Портрет, сделанный Хендриком незадолго до его смерти, награвировал Себастьян Фурк.
Тем временем его жена Дина ван Коувенберге родила во Франкфурте ещё троих детей: Антона (1628), Иоганна Фредерика (1630) и Себастьяна (1634). Хендрик обучал своих сыновей рисунку и живописи. Самыми талантливыми были, вероятно, старшие сыновья Хендрик Второй и Авраам. Предположительно Антон также стал художником, но умер молодым во Франкфурте в 1658 году в возрасте тридцати лет.
Хендрик умер 26 июля 1651 года во Франкфурте в возрасте шестидесяти восьми лет. Его вдова Дина ван Коувенберге пережила его более чем на пятнадцать лет.

## Творчество
Ван дер Борхт писал портреты, «антикварные натюрморты», цветы, фрукты, пейзажи. Он также был успешным гравёром, создавшим двенадцать гравюр для публикации «Въезда Фридриха, курфюрста Палатина, с Елизаветой, королевской принцессой Англии, его супругой, во Франкенталь» (1613). Он написал несколько натюрмортов на меди, представляющих коллекции античных статуй, предметов и монет. Одна из таких картин имеется в собрании санкт-петербургского Эрмитажа.
Пейзажная живопись ван дер Борхта считается характерным явлением школы Франкенталя. Школа Франкенталя — условное название группы фламандских художников, эмигрировавших из Южных Нидерландов из-за преследований протестантов и обосновавшихся во Франкентале (Рейнланд-Пфальц) после 1562 года. Представители школы не придерживались единого стиля, но их произведения были тематически взаимосвязаны. Они проявляли интерес к небольшим лесным пейзажам (в основном выполненным на медных пластинах) с историческими или религиозными сценами. Наиболее значительными представителями школы были Гиллис ван Конинкслоо, его ученик Питер Шубрук и Антон Мироу.
Эти натюрморты из коллекционных предметов близки модным в то время изображениям коллекции редкостей — «картинам-кунсткамерам». На одном из натюрмортов изображены тюльпаны, гиацинты, нарциссы, анемоны, цикламены и розмарин в терракотовой вазе с классическим рельефом, помещённой на мраморный постамент. Классический мотив изображает аллегорию реки Тибр, Ромула и Рема, выброшенных на берег и вскормленных волчицей, так называемой «Римской волчицей» (Lupa Romana).

## Галерея

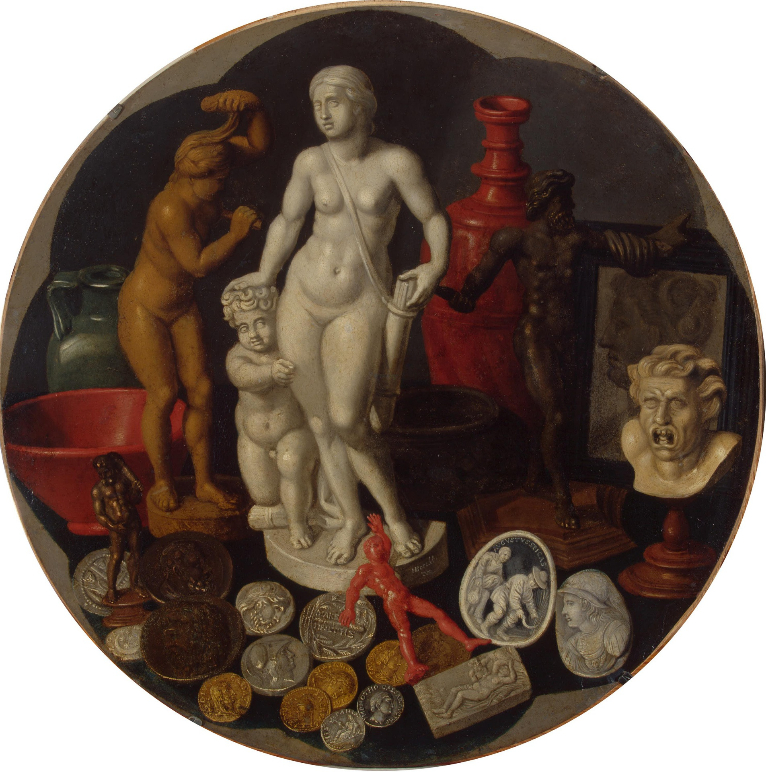
Hатюрморт с собранием редкостей. Между 1601 и 1700. Медь, масло. Государственный Эрмитаж, Санкт-Петербург
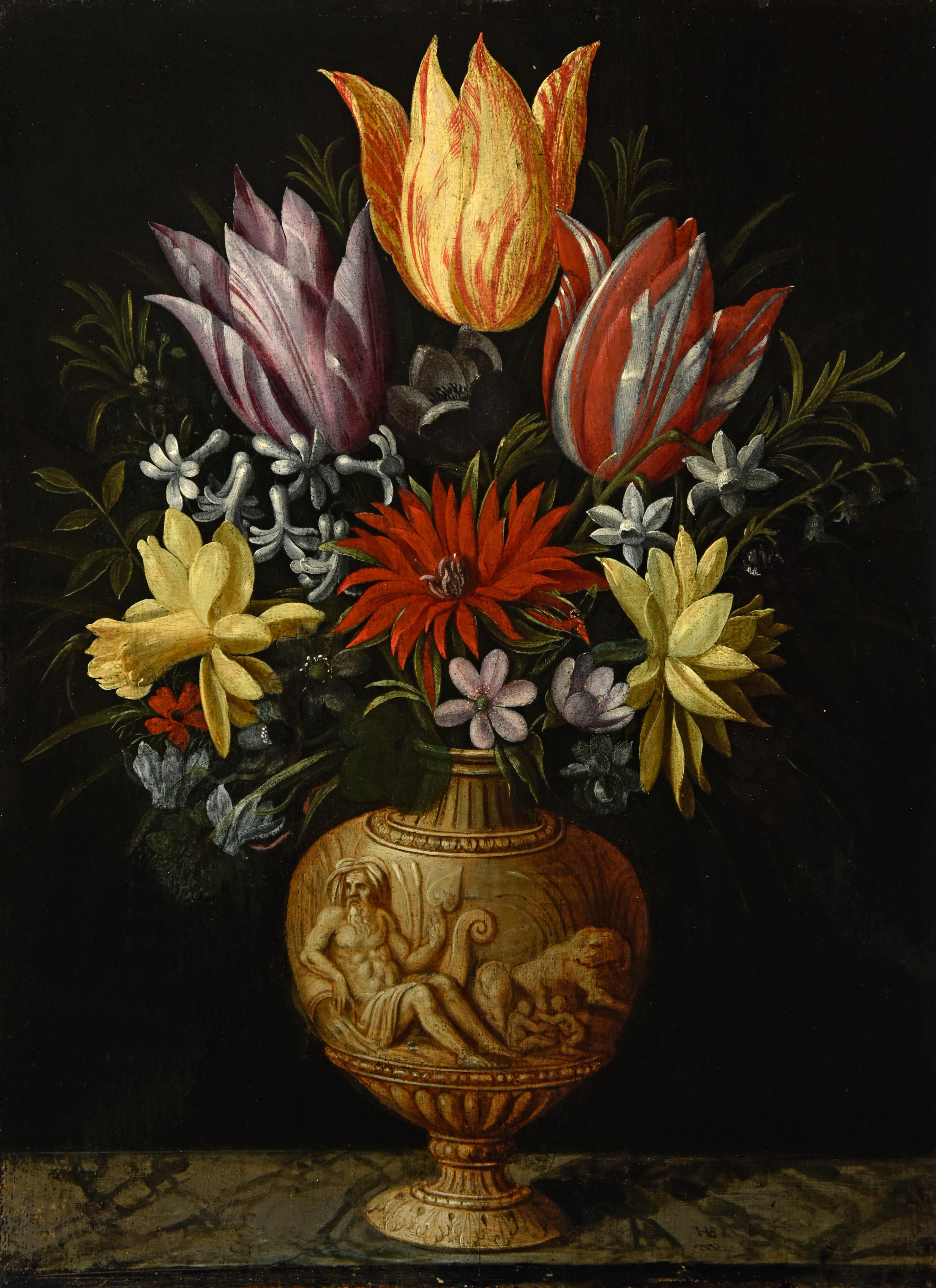
Цветы в вазе на мраморной плите. Между 1510 и 1530. Частное собрание
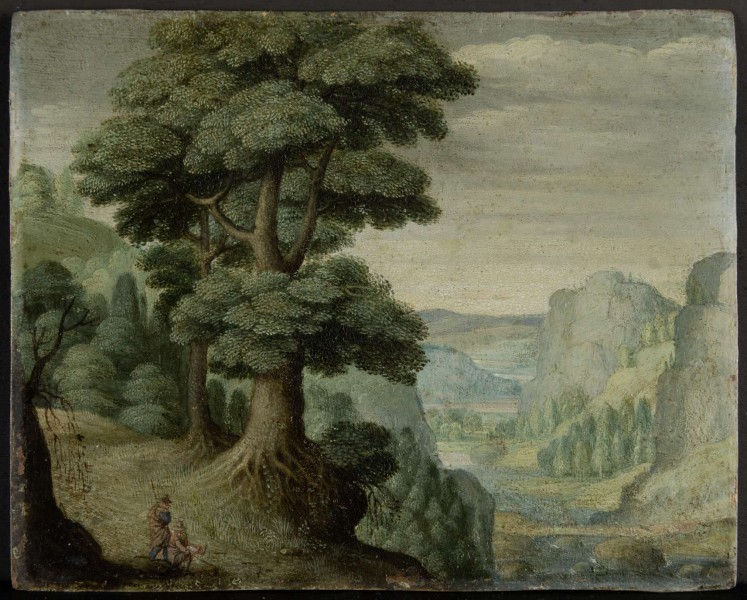
Горный пейзаж с большим деревом. Медь, масло. Исторический музей, Франкфурт-на-Майне
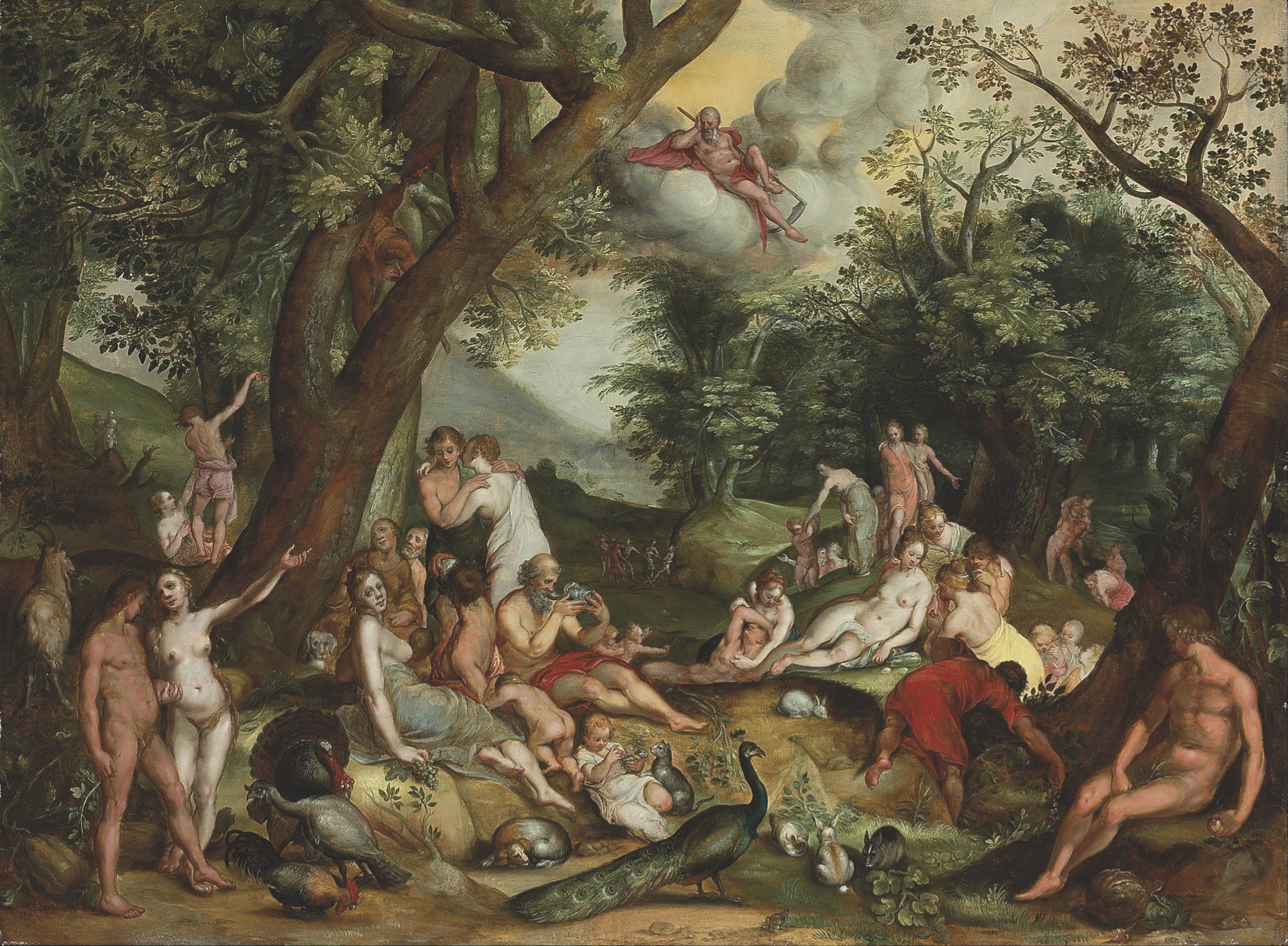
Золотой век. Дерево, масло. Частное собрание
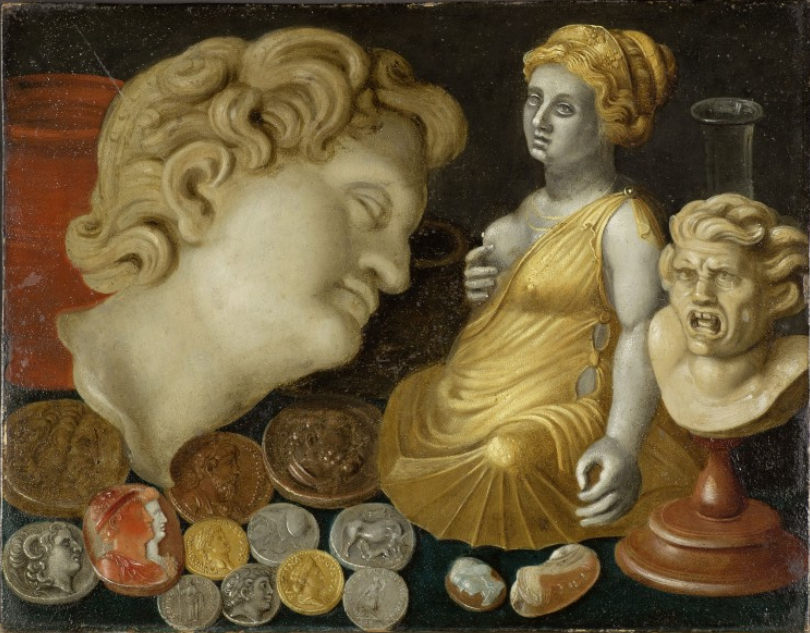
Натюрморт с антикварными предметами. Медь, масло. Исторический музей, Франкфурт-на-Майне